# Beaver (Alaska)
Beaver és una concentració de població designada pel cens dels Estats Units a l'estat d'Alaska. Segons el cens del 2000 tenia 84 habitants.

## Demografia
Segons el cens del 2000, Beaver tenia 84 habitants, 31 habitatges, i 19 famílies La densitat de població era d'1,6 habitants/km².
Dels 31 habitatges en un 41,9% hi vivien nens de menys de 18 anys, en un 12,9% hi vivien parelles casades, en un 32,3% dones solteres, i en un 38,7% no eren unitats familiars. En el 29% dels habitatges hi vivien persones soles el 6,5% de les quals corresponia a persones de 65 anys o més que vivien soles. El nombre mitjà de persones vivint en cada habitatge era de 2,71 i el nombre mitjà de persones que vivien en cada família era de 3,42.
Per edats la població es repartia de la següent manera: un 40,5% tenia menys de 18 anys, un 4,8% entre 18 i 24, un 32,1% entre 25 i 44, un 15,5% de 45 a 60 i un 7,1% 65 anys o més.
L'edat mediana era de 29 anys. Per cada 100 dones hi havia 154,5 homes. Per cada 100 dones de 18 o més anys hi havia 163,2 homes.
La renda mediana per habitatge era de 28.750 $ i la renda mediana per família de 29.792 $. Els homes tenien una renda mediana de 26.667 $ mentre que les dones 16.875 $. La renda per capita de la població era de 8.441 $. Cap de les famílies i l'11,1% de la població estaven per davall del llindar de pobresa.

## Poblacions més properes
El següent diagrama mostra les poblacions més properes.